# Neustadt/Vogtl.
Neustadt/Vogtl., Neustadt/Vogtland – gmina w Niemczech, w kraju związkowym Saksonia, w okręgu administracyjnym Chemnitz, w powiecie Vogtland, wchodzi w skład wspólnoty administracyjnej Falkenstein (Vogtland).